# Albert Mackey
Albert Gallatin Mackey (12 marzo 1807 – 20 giugno 1881) è stato un medico statunitense, massone e studioso di Massoneria.

## Biografia
Nacque a Charleston (Carolina del Sud) e svolse la professione di medico fino al 1854; in seguito si dedicò interamente allo studio della Massoneria ed alla stesura di testi ed articoli divenuti fondamentali nel pensiero massonico.

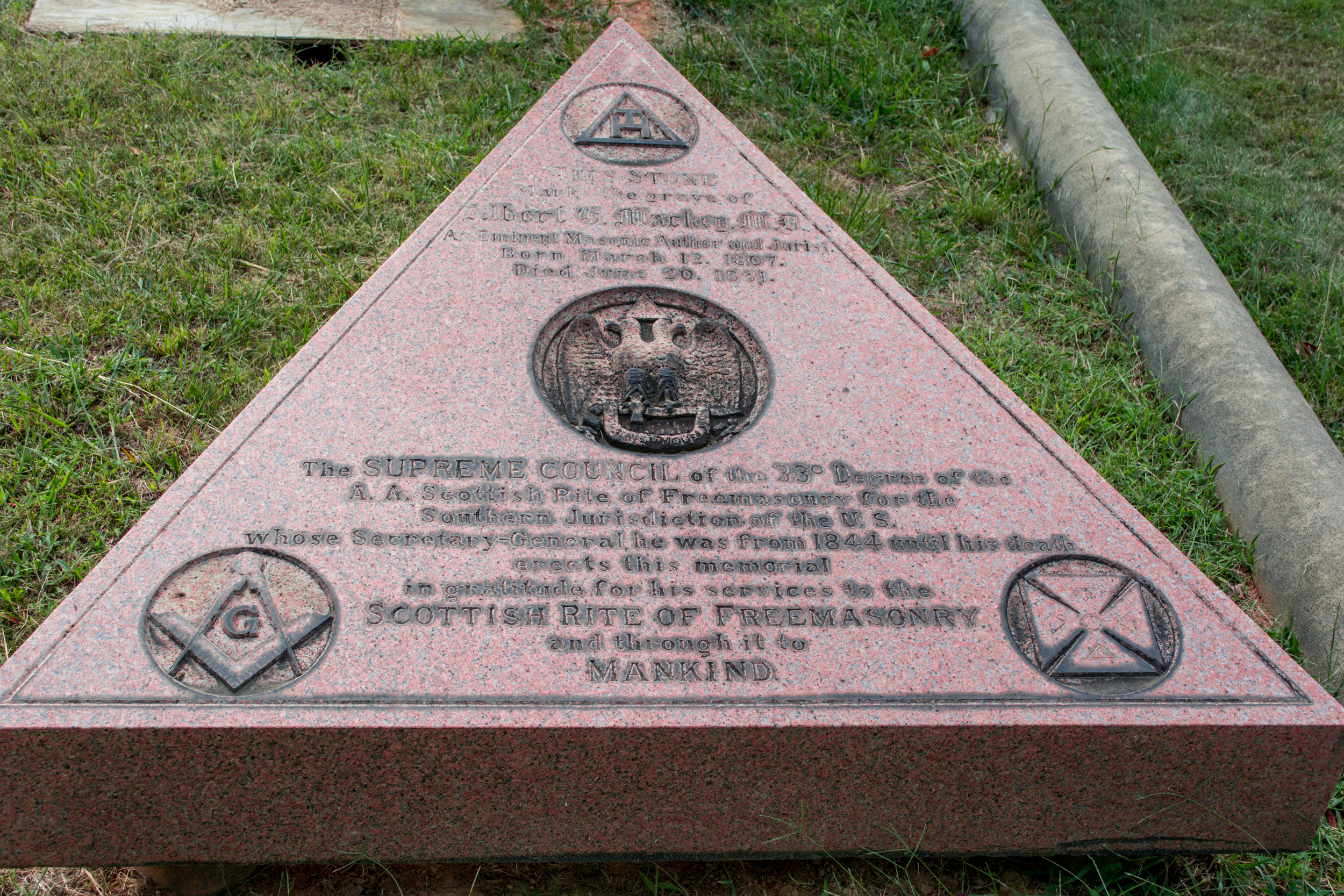
Tomba di Albert Mackey al Glenwood Cemetery di Washington

Per completare i suoi approfondimenti latomistici si trasferì a Washington nel 1870. Influente personaggio del panorama liberomuratorio americano, dopo il trasferimento a Washington il suo impegno per la letteratura massonica fu totale. Iniziato alla Massoneria nel 1841 presso la Loggia Saint Andrews N°10 nella Carolina del Sud, frequentò anche la Loggia Solomon's N°1. Ricoprì la dignità di Gran Segretario e Grande Oratore delle Gran Loggia della Carolina del Sud dal 1842 al 1867 e di Segretario Generale del Rito Scozzese Antico ed Accettato per la Giurisdizione del Sud fino all'anno della sua morte.
Fra i molti libri sulla Massoneria Mackey ne redasse nel 1845 un lessico, e nel 1873-1878 una enciclopedia. Curò inoltre varie pubblicazioni come la Western Masonic Miscellany (1849-54), la Masonic Quarterly Review (1857-58), l'American Freemason (1859-60), Il Mackey's National Freemason (1871-74) e la Voice of Freemasonry (1875-79). Redasse i Masonic Landmarks, nella versione attualmente adottata in Italia dalla Gran Loggia Phoenix degli A.L.A.M., guidata dal Gran Maestro Ripa Montesano.